# الارتكاض (حركة الجنين الأولى)
في المصطلحات الخاصة بالحمل، «الارتكاض» هو اللحظة التي تشعر فيها الأم بحركات الجنين الأولى في الرحم.

## حقائق طبية
إن الإحساس الأول بحركة الطفل قد يبدو مثل نقرةٍ خفيفة أو خفقاتٍ بسيطة. يشتد هذا الشعور بالتدريج ويزداد انتظامًا بينما يتقدم الحمل. أحيانًا تظن الأم أن هذه الحركات الأولى مجرد غازات أو تقلصات من الجوع.
تشعر عضات الرحم أولًا بحركات الجنين وليست عضلات البطن. وبالتالي لا يؤثر وزن المرأة على شعورها بهذه الحركات. النساء التي مررت بتجربة الولادة من قبل تكون عضلات الرحم لديهن أكثر ارتخاءً وبالتالي أكثر حساسية لحركة الجنين، وقد يشعرون بها في الأسبوع الرابع عشر.
يحدث الارتكاض عادةً في منتصف فترة الحمل. المرأة الحامل لأول مرة تشعر بهذه الحركات في الأسبوع الثامن عشر أو العشرين، بينما المرأة التي سبق لها الولادة تشعر بهذه الحركات في الأسبوع الخامس عشر أو السابع عشر.